# Shōta Kaneko
Shōta Kaneko (jap. 金子 翔太, Kaneko Shōta; * 2. Mai 1995 in Nikkō, Präfektur Tochigi) ist ein japanischer Fußballspieler. 

## Karriere
Shōta Kaneko erlernte das Fußballspielen in den Mannschaften von Imasan Carnaval und der JFA Academy Fukushima. Von Juni 2013 bis Dezember 2013 wurde er von der JFA Academy Fukushima an Shimizu S-Pulse ausgeliehen. Nach der Ausleihe wurde er von Shimizu S-Pulse fest verpflichtet. Der Verein, der in Shimizu beheimatet ist, spielte in der höchsten Liga des Landes, der J1 League. Von 2014 bis 2015 spielte er 18-mal in der J.League U-22 Selection. Diese Mannschaft, die in der dritten Liga, der J3 League, spielte, setzte sich aus den besten Nachwuchsspielern der höherklassigen Vereine zusammen. Das Team wurde mit Blick auf die Olympischen Sommerspiele 2016 in Rio de Janeiro gegründet. Die Auswahl der Spieler erfolgte auf wöchentlicher Basis aus einem Pool, für den jeder Verein förderungswürdige Talente benennen konnte; die Zusammensetzung der Mannschaft variierte daher sehr stark von Spiel zu Spiel. Von August 2015 bis Januar 2016 wurde er an den Zweitligisten Tochigi SC nach Utsunomiya ausgeliehen. Für Tochigi absolvierte er fünf Zweitligaspiele. Mit Tochigi belegte er den 22. Tabellenplatz und musste somit in die dritte Liga absteigen. Auch Shimizu S-Pulse musste Ende 2015 in die zweite Liga absteigen. 2016 wurde er mit dem Club Vizemeister und stieg direkt wieder in die erste Liga auf. Im Juli 2021 wechselte er auf Leihbasis zum Zweitligisten Júbilo Iwata nach Iwata. Ende 2021 feierte er mit Júbilo die Meisterschaft der zweiten Liga und den Aufstieg in die erste Liga. Nach der Ausleihe wurde er von Iwata fest unter Vertrag genommen. Nach nur einer Saison in der ersten Liga musste er am Ende der Saison 2022 als Tabellenletzter wieder den Weg in die zweite Liga antreten. 2023 gelang ihm mit dem Verein als Vizemeister der zweiten Liga der direkte Wiederaufstieg in die erste Liga. Am Ende der Saison 2024 belegte er mit Júbilo den 18. Tabellenplatz und musste somit in die zweite Liga absteigen. Nach dem Abstieg verließ er den Verein und schloss sich im Januar 2025 dem Zweitligisten Fujieda MYFC an.

## Erfolge
Shimizu S-Pulse
- Japanischer Zweitligavizemeister: 2016  ▲

Júbilo Iwata
- Japanischer Zweitligameister: 2021  ▲
- Japanischer Zweitligavizemeister: 2023